# 팻 다나카

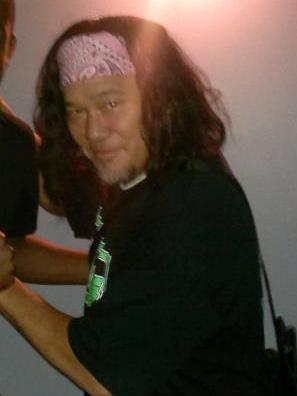

팻 다나카(Pat Tanaka, 1964년 8월 5일 ~ )는 본명이 패트릭 다나카(Patrick Tanaka)인 일본계 미국인 프로레슬링선수다. 키는 177cm(5 ft 10 in)에다가 몸무게는 102kg(225 lb)다. 984년 프로레슬링 입문하였다. 피니쉬는 컴플리트 샷(닐링 리버스 에스티오), 런닝 사바테 킥, 롤링 힐 킥으로 사용을 한다.

## Professional wrestling highlights
- Finishing moves
  - Complete Shot (Kneeling reverse STO)
  - Running savate kick
  - Rolling heel kick

- Signature moves
  - Diving crossbody
  - Dragon screw
  - German suplex
  - High kick
  - Jumping elbow smash to an oncoming opponent
  - Lifting boston crab into either a powerbomb or a suplex slam
  - Running backhand chop into either a headbutt or a lariat
  - Swinging side slam

- 매니저 / Manager
  - 다운타운 브루노
  - 다이아몬드 댈러스 페이지
  - 미스터 후지
  - 소니 킹

## 수상
- AWA 월드 태그팀웨이트 챔피언 (1회) - 폴 다이아몬드
- AWA 월드 서던 태그팀웨이트 챔피언 (2회) - 폴 다이아몬드 (1회), 제프 제럿 (1회)
- CWA/AWA 월드 인터내셔널 태그팀웨이트 챔피언 (5회) - 폴 다이아몬드 (4회), 제프 제럿 (1회)
- PWI 랭크드 힘 #355 오브 더 500 베스트 싱글즈 레슬링 듀링 더 "PWI 더 이열즈 " 인 2003
- PWI 랭크드 힘 #99 오브 더 100 베스트 태그팀 오브 더 "PWI 이열즈" 위드 폴 다이아몬드 인 2003
- UWA/UWF 월드 인터콘티넨탈 태그팀웨이트 챔피언 (1회) - 불독 케이티